# Форлимпополи
Форлимпо́поли (итал. Forlimpopoli) — город в Италии, располагается в регионе Эмилия-Романья, подчиняется административному центру Форли-Чезена.
Население составляет 12 173 человека (на 2005 г.), плотность населения составляет 507 чел./км². Занимает площадь 24 км². Почтовый индекс — 47034. Телефонный код — 0543.
Покровителем коммуны почитается Руфилло из Форлимпополи. Праздник ежегодно празднуется 16 мая.

## Города-побратимы
- Вильнёв-Лубе, Франция